# Longstanton
Longstanton är en ort och civil parish i South Cambridgeshire, i Cambridgeshire i England. Folkmängden uppgick till 2 294 invånare 2011, på en yta av 1,16 km².